# سيتسوؤو إيتو
سيتسوؤو إيتو (伊藤節生 إيتو سيتسوؤو) هو مؤدي أصوات ياباني ولد في 18 مارس 1991 في هوكايدو.

## أدواره في الأنمي

### مسلسلات أنمي تلفزيونية
- موب سايكو 100 - شيغيو كاغياما
- موب سايكو 100 II - شيغيو كاغياما
- دايز - مينامي
- مجموعة جونجي إيتو - يامادا
- أنمي-غاتاريز - كاي موساشيساكاي
- هاي سكور غيرل - كانيدا

## أدواره في ألعاب الفيديو
- ماكروس دلتا سكرامبل - دومينيك أودت